# Can Feliu (Bigues)
|  | Per a altres significats, vegeu «Torrent de Can Feliu (Bigues)». |

Can Feliu és una masia al poble de Bigues, en el terme municipal de Bigues i Riells, a la comarca catalana del Vallès Oriental. Es troba en el sector central del terme municipal, al nord-oest del Rieral de Bigues, a la dreta del Tenes. És a prop i al nord de Can Fes i de Can Bacardí, al nord-est de la Torre, al sud-oest de Can Noguera i a ponent del Molinet, o Molí de la Torre. Documentada des del 1901, es tracta d'una construcció popular de darreries del segle xix. Està inclosa en el Catàleg de masies i cases rurals de Bigues i Riells.